# Universidad de Port Harcourt
La Universidad de Puerto Harcourt (en inglés : University of Port Harcourt o Uniport) es una universidad sita en Puerto Harcourt, en el sur de Nigeria.
Se fundó en 1975 como University College, Port Harcourt, y obtuvo su estatus universitario en 1977.
Sus estudiantes son de 35 000 en 2010. Y su apócope es Uniport

## Facultades
La Universidad originalmente tenía seis Facultades:
- Facultad de Humanidades
- Facultad de Ciencias Sociales
- Facultad de Ciencias Biológicas
- Facultad de Ciencias Químicas
- Facultad de Ciencias Físicas
- Facultad de Ciencias de la Educación
- Facultad de Ciencias de Laboratorio de Tecnología

Se cambió de un sistema escolar a un sistema de profesores en 1982. The university now has twelve faculties:
- Facultad de Humanidades
- Facultad de Ciencias Sociales
- Facultad de educación
- Facultad de Ingeniería
- Facultad de Ciencias de la Administración
- Facultad de Ciencias de la Salud
- Facultad de Ciencias Médicas Básicas
- Facultad de Ciencias Naturales y Aplicadas
- Facultad de Odontología
- Facultad de Medicina
- Facultad de Agricultura
- Facultad de Derecho